# Campeonato Mundial de Natação em Piscina Curta de 2014 - 100 m medley masculino
A prova dos 100 metros nado medley masculino do Campeonato Mundial de Natação em Piscina Curta de 2014 foi disputado entre 6 e 7 de dezembro no Centro Aquático Aspire Sports Complex em Doha.

## Recordes
Antes desta competição, os recordes mundiais e do campeonato nesta prova eram os seguintes:
|       | Nome        | Nacionalidade  | Tempo | Local    | Data                   |
| ----- | ----------- | -------------- | ----- | -------- | ---------------------- |
| WR CR | Ryan Lochte | Estados Unidos | 50.71 | Istambul | 15 de dezembro de 2012 |

Os seguintes recordes foram estabelecidos durante a competição:
| Data          | Prova         | Nome           | Nacionalidade | Tempo | Recorde |
| ------------- | ------------- | -------------- | ------------- | ----- | ------- |
| 7 de dezembro | Eliminatórias | Markus Deibler | Alemanha      | 50.66 | WR, CR  |

## Medalhistas
| Ouro                 | Prata                  | Bronze            |
| Markus Deibler (GER) | Vladimir Morozov (RUS) | Ryan Lochte (USA) |

## Resultados

### Eliminatórias
As eliminatórias ocorreram dia 6 de dezembro. 
| Colocação | Bateria | Raia | Nome                    | Nacionalidade                   | Tempo   | Notas |
| --------- | ------- | ---- | ----------------------- | ------------------------------- | ------- | ----- |
| 1         | 10      | 4    | Vladimir Morozov        | Rússia                          | 51.57   | Q     |
| 2         | 10      | 5    | Sergey Fesikov          | Rússia                          | 52.08   | Q     |
| 3         | 8       | 4    | Markus Deibler          | Alemanha                        | 52.16   | Q     |
| 4         | 9       | 4    | Kosuke Hagino           | Japão                           | 52.62   | Q     |
| 5         | 9       | 6    | Ryan Lochte             | Estados Unidos                  | 52.66   | Q     |
| 6         | 1       | 5    | Marcin Cieślak          | Polónia                         | 52.68   | Q     |
| 7         | 8       | 8    | Henrique Rodrigues      | Brasil                          | 52.73   | Q     |
| 8         | 8       | 5    | Takuro Fujii            | Japão                           | 52.77   | Q     |
| 9         | 10      | 2    | Marco Orsi              | Itália                          | 53.04   | Q     |
| 10        | 9       | 2    | Martti Aljand           | Estónia                         | 53.17   | Q     |
| 11        | 8       | 7    | David Foldhazi          | Hungria                         | 53.23   | Q     |
| 12        | 6       | 8    | Andreas Vazaios         | Grécia                          | 53.35   | Q     |
| 13        | 7       | 2    | Yakov Toumarkin         | Israel                          | 53.36   | Q     |
| 14        | 10      | 0    | Jan Šefl                | Chéquia                         | 53.52   | Q     |
| 15        | 10      | 3    | Thiago Simon            | Brasil                          | 53.55   | Q     |
| 15        | 10      | 1    | Sebastien Rousseau      | África do Sul                   | 53.55   | Q     |
| 17        | 9       | 3    | Emmanuel Vanluchene     | Bélgica                         | 53.58   |       |
| 18        | 1       | 3    | Ben Hockin              | Paraguai                        | 53.73   |       |
| 19        | 6       | 1    | Jeremy Desplanches      | Suíça                           | 53.74   |       |
| 20        | 4       | 3    | Omar Pinzón             | Colômbia                        | 53.96   |       |
| 20        | 8       | 1    | Raphaël Stacchiotti     | Luxemburgo                      | 53.96   |       |
| 20        | 10      | 7    | Leith Shankland         | África do Sul                   | 53.96   |       |
| 23        | 6       | 2    | Apostolos Christou      | Grécia                          | 53.99   |       |
| 24        | 7       | 8    | Aleksey Derlyugov       | Uzbequistão                     | 54.01   |       |
| 24        | 10      | 6    | Diogo Carvalho          | Portugal                        | 54.01   |       |
| 26        | 8       | 6    | Daniel Skaaning         | Dinamarca                       | 54.25   |       |
| 27        | 10      | 8    | Boris Stojanović        | Sérvia                          | 54.26   |       |
| 28        | 8       | 9    | Russell Wood            | Canadá                          | 54.31   |       |
| 29        | 9       | 8    | Sverre Næss             | Noruega                         | 54.44   |       |
| 30        | 4       | 4    | Rexford Tullius         | Ilhas Virgens Americanas        | 54.53   |       |
| 31        | 9       | 1    | Alexis Santos           | Portugal                        | 54.83   |       |
| 32        | 7       | 5    | Alexandru Coci          | Roménia                         | 54.87   |       |
| 33        | 9       | 0    | Chris Christensen       | Dinamarca                       | 55.01   |       |
| 34        | 7       | 9    | Ensar Hajder            | Bósnia e Herzegovina            | 55.04   |       |
| 34        | 10      | 9    | Taki M'Rabet            | Tunísia                         | 55.04   |       |
| 36        | 6       | 5    | Janis Saltans           | Letônia                         | 55.32   |       |
| 37        | 8       | 0    | Sun Xiaolei             | China                           | 55.41   |       |
| 38        | 9       | 9    | Martin Baďura           | Chéquia                         | 55.55   |       |
| 39        | 7       | 6    | Mak Ho Lun Raymond      | Hong Kong                       | 55.66   |       |
| 40        | 5       | 5    | Antons Voitovs          | Letônia                         | 55.79   |       |
| 41        | 7       | 7    | Julien Henx             | Luxemburgo                      | 55.90   |       |
| 42        | 5       | 8    | Marko Blaževski         | Macedônia do Norte              | 55.98   |       |
| 43        | 6       | 9    | Teimuraz Kobakhidze     | Geórgia                         | 56.11   |       |
| 44        | 6       | 6    | Péter Holoda            | Hungria                         | 56.30   |       |
| 45        | 7       | 1    | Ivan Andrianov          | Azerbaijão                      | 56.46   |       |
| 46        | 7       | 4    | Jiang Tiansheng         | China                           | 56.67   |       |
| 47        | 5       | 9    | Matthew Abeysinghe      | Sri Lanka                       | 56.71   |       |
| 48        | 6       | 0    | Josué Domínguez         | República Dominicana            | 56.75   |       |
| 49        | 5       | 7    | Pedro Pinotes           | Angola                          | 56.78   |       |
| 50        | 7       | 0    | Kristinn Þórarinsson    | Islândia                        | 56.95   |       |
| 51        | 5       | 1    | Jessie Lacuna           | Filipinas                       | 56.99   |       |
| 52        | 5       | 3    | Jamal Chavoshifar       | Irão                            | 57.14   |       |
| 53        | 5       | 6    | Kolbeinn Hrafnkelsson   | Islândia                        | 57.26   |       |
| 54        | 6       | 7    | Christoph Meier         | Liechtenstein                   | 58.08   |       |
| 55        | 4       | 7    | Joaquin Sepulveda       | Chile                           | 58.35   |       |
| 56        | 5       | 2    | Soroush Ghandchi        | Irão                            | 58.42   |       |
| 57        | 5       | 0    | Isaac Beitia            | Panamá                          | 59.00   |       |
| 58        | 6       | 3    | Davletbaev Damir        | Quirguistão                     | 59.26   |       |
| 59        | 3       | 2    | David van der Colff     | Botswana                        | 59.33   |       |
| 60        | 4       | 1    | Matthew Courtis         | Barbados                        | 59.34   |       |
| 61        | 3       | 3    | Winter Heaven           | Samoa                           | 59.43   |       |
| 62        | 4       | 8    | Douglas Miller          | Fiji                            | 59.67   |       |
| 63        | 4       | 6    | Jean Pierre Monteagudo  | Peru                            | 59.84   |       |
| 64        | 4       | 2    | Colin Bensadon          | Gibraltar                       | 1:00.27 |       |
| 65        | 4       | 5    | Miguel Mena             | Nicarágua                       | 1:00.76 |       |
| 66        | 4       | 9    | Maroun Waked            | Líbano                          | 1:01.38 |       |
| 67        | 1       | 4    | Omar Al-Malki           | Bahrein                         | 1:01.83 |       |
| 68        | 4       | 0    | Noah Al-Khulaifi        | Catar                           | 1:01.88 |       |
| 69        | 3       | 5    | Stanford Kawale         | Papua-Nova Guiné                | 1:02.04 |       |
| 70        | 3       | 7    | Khalid Al-Kulaibi       | Omã                             | 1:02.96 |       |
| 71        | 3       | 4    | Franci Aleksi           | Albânia                         | 1:03.56 |       |
| 72        | 3       | 9    | Livingston Aika         | Papua-Nova Guiné                | 1:03.67 |       |
| 73        | 2       | 5    | Kgosietsile Molefinyane | Botswana                        | 1:04.19 |       |
| 74        | 2       | 3    | Giordan Harris          | Ilhas Marshall                  | 1:04.43 |       |
| 75        | 3       | 6    | Yacop Al-Khulaifi       | Catar                           | 1:04.54 |       |
| 76        | 3       | 0    | Nikolas Sylvester       | São Vicente e Granadinas        | 1:04.61 |       |
| 77        | 2       | 4    | Temaruata Strickland    | Ilhas Cook                      | 1:05.19 |       |
| 78        | 3       | 8    | Binald Mahmuti          | Albânia                         | 1:05.24 |       |
| 79        | 2       | 0    | Justine Rodríguez       | Estados Federados da Micronésia | 1:06.46 |       |
| 80        | 2       | 1    | Storm Hablich           | São Vicente e Granadinas        | 1:09.13 |       |
| 81        | 2       | 8    | Htut Ahnt Khaung        | Myanmar                         | 1:09.55 |       |
| 82        | 2       | 6    | Mohamed Adnan           | Maldivas                        | 1:10.77 |       |
| 83        | 2       | 2    | Mamadou Soumaré         | Mali                            | 1:11.39 |       |
| 84        | 2       | 7    | Atta Atta               | Costa do Marfim                 | 1:14.71 |       |
| —         | 3       | 1    | Ali Al-Kaabi            | Emirados Árabes Unidos          |         | DNS   |
| —         | 8       | 3    | Fabio Scozzoli          | Itália                          |         | DNS   |
| —         | 9       | 5    | Tom Shields             | Estados Unidos                  |         | DNS   |
| —         | 9       | 7    | Travis Mahoney          | Austrália                       |         | DNS   |
| —         | 5       | 4    | Hüseyin Sakçı           | Turquia                         |         | DSQ   |
| —         | 6       | 4    | Robert Žbogar           | Eslovênia                       |         | DSQ   |
| —         | 7       | 3    | Badis Djendouci         | Argélia                         |         | DSQ   |
| —         | 8       | 2    | Gal Nevo                | Israel                          |         | DSQ   |

### Semifinal
A semifinal  ocorreu dia 6 de dezembro.

#### Semifinal 1
| Colocação | Raia | Nome            | Nacionalidade | Tempo | Notas |
| --------- | ---- | --------------- | ------------- | ----- | ----- |
| 1         | 5    | Kosuke Hagino   | Japão         | 51.89 | Q     |
| 2         | 4    | Sergey Fesikov  | Rússia        | 51.98 | Q     |
| 3         | 3    | Marcin Cieślak  | Polónia       | 52.39 | Q     |
| 4         | 6    | Takuro Fujii    | Japão         | 52.51 | Q     |
| 5         | 2    | David Foldhazi  | Hungria       | 53.08 |       |
| 6         | 1    | Thiago Simon    | Brasil        | 53.33 |       |
| 7         | 7    | Yakov Toumarkin | Israel        | 53.72 |       |
| 8         | 8    | Ben Hockin      | Paraguai      | 53.94 |       |

#### Semifinal 2
| Colocação | Raia | Nome                | Nacionalidade  | Tempo | Notas |
| --------- | ---- | ------------------- | -------------- | ----- | ----- |
| 1         | 3    | Ryan Lochte         | Estados Unidos | 51.41 | Q     |
| 2         | 5    | Markus Deibler      | Alemanha       | 51.46 | Q     |
| 3         | 4    | Vladimir Morozov    | Rússia         | 51.60 | Q     |
| 4         | 6    | Henrique Rodrigues  | Brasil         | 52.51 | Q     |
| 5         | 8    | Emmanuel Vanluchene | Bélgica        | 52.63 |       |
| 6         | 7    | Andreas Vazaios     | Grécia         | 53.09 |       |
| 7         | 2    | Martti Aljand       | Estónia        | 53.15 |       |
| 8         | 1    | Jan Šefl            | Chéquia        | 53.38 |       |

### Final
A final teve sua disputa realizada em 7 de dezembro. 
| Colocação         | Raia | Nome               | Nacionalidade  | Tempo | Notas |
| ----------------- | ---- | ------------------ | -------------- | ----- | ----- |
| Medalha de ouro   | 5    | Markus Deibler     | Alemanha       | 50.66 | WR    |
| Medalha de prata  | 3    | Vladimir Morozov   | Rússia         | 50.81 |       |
| Medalha de bronze | 4    | Ryan Lochte        | Estados Unidos | 51.24 |       |
| 4                 | 6    | Kosuke Hagino      | Japão          | 51.30 | AS    |
| 5                 | 2    | Sergey Fesikov     | Rússia         | 51.35 |       |
| 6                 | 8    | Henrique Rodrigues | Brasil         | 52.20 | SA    |
| 7                 | 1    | Takuro Fujii       | Japão          | 52.26 |       |
| 8                 | 7    | Marcin Cieślak     | Polónia        | 52.27 |       |

Legenda
| Recorde mundial       | Recorde mundial (World record)               |                       | Recorde africano                      | Recorde africano (African) |                                           | Q | Classificado por posição (Qualified) |
| Recorde do campeonato | Recorde do campeonato (Championship record)  | Recorde da América    | Recorde da América (Americas)         | q                          | Classificado por melhor tempo (Qualified) |   |                                      |
| Melhor marca do ano   | Melhor marca do ano (World leading)          | Recorde asiático      | Recorde asiático (Asian)              | DNS                        | Não largou (Did not start)                |   |                                      |
| Recorde nacional      | Recorde nacional (National record)           | Recorde europeu       | Recorde europeu (European)            | DNF                        | Não terminou (Did not finish)             |   |                                      |
| Recorde pessoal       | Recorde pessoal do atleta (Personal best)    | Recorde da Oceania    | Recorde da Oceania (Oceania)          | DSQ / DQ                   | Desclassificado (Disqualified)            |   |                                      |
| Recorde da temporada  | Recorde da temporada do atleta (Season best) | Recorde sul-americano | Recorde sul-americano (South America) | NM                         | Sem marca (No mark)                       |   |                                      |